# Sender Trier-Markusberg
Der Sender Trier-Markusberg ist eine Sendeeinrichtung des Südwestrundfunks für UKW-Hörfunk auf dem Markusberg in Trier. Der Mittelwellensender Trier wurde 1958 hierher verlegt und war bis 1974 in Betrieb.
Der als freistehende Stahlfachwerkkonstruktion ausgeführte Turm hat eine Höhe von 48,3 Metern.

## Frequenzen und Programme

### Analoger Hörfunk (UKW)
| Frequenz (MHz) | Programm             | RDS PS   | RDS PI | Regionalisierung     | ERP (kW) | Antennendiagramm rund (ND)/gerichtet (D) | Polarisation horizontal (H)/vertikal (V) |
| -------------- | -------------------- | -------- | ------ | -------------------- | -------- | ---------------------------------------- | ---------------------------------------- |
| 94,9           | SWR1 Rheinland-Pfalz | SWR1_RP_ | D3A1   | –                    | 0,1      | D (100°-140°)                            | H                                        |
| 89,4           | SWR Kultur           | SWR_Kult | D3A2   | Rheinland-Pfalz      | 0,1      | D (100°-140°)                            | H                                        |
| 98,2           | SWR3                 | __SWR3__ | D3A3   | Rheinland-Pfalz/Köln | 0,1      | D (100°-140°)                            | H                                        |
| 98,8           | SWR4 Rheinland-Pfalz | SWR4_TR_ | DCA4   | Radio Trier          | 0,1      | D (100°-140°)                            | H                                        |
| 91,7           | DASDING              | DASDING_ | D3A5   | –                    | 0,3      | D (100°-140°)                            | H                                        |

### Digitales Radio (DAB+)
Das Digitalradio (DAB+) wird in vertikaler Polarisation und im Gleichwellenbetrieb mit anderen Sendern ausgestrahlt. Der Block 11A wurde bis zum 3. Dezember 2015 vom Fernmeldeturm Trier-Petrisberg ausgestrahlt.
| Block                 | Programme (Datendienste) | ERP (kW) | Antennen- diagramm rund (ND), gerichtet (D) | Polarisation horizontal (H)/ vertikal (V) | Gleichwellennetz (SFN) |
| --------------------- | --- | -------- | ------------------------------------------- | ----------------------------------------- | --- |
| 11A SWR RP (D__00217) | DAB+-Multiplex des Südwestrundfunks: - SWR1 RP (96 kbps) - SWR Kultur (96 kbps) - SWR3 (Rheinland-Pfalz) (96 kbps) - SWR4 KL (88 kbps) - SWR4 KO (88 kbps) - SWR4 LU (88 kbps) - SWR4 MZ (88 kbps) - SWR4 TR (88 kbps) - DASDING (96 kbps) - SWR Aktuell (72 kbps) - bigFM (72 kbps) - RPR1. (überregional) (72 kbps) - Rockland Radio (überregional) (72 kbps) - EPG (24 kbps) - TPEG (16 kbps) | 5        | ND                                          | V                                         | - Region Kaiserslautern: Bornberg, Kaiserslautern (Rotenberg), Kettrichhof, Zweibrücken - Region Koblenz: Ahrweiler (Schöneberg), Alf-Bullay, Altenahr (Oberes Ahrtal), Bad Marienberg, Betzdorf (Weißenstein), Diez, Koblenz (Dieblich-Waldesch), Linz am Rhein - Region Ludwigshafen: Weinbiet - Region Mainz: Bad Kreuznach (Bad Münster am Stein), Donnersberg, Mainz-Kastel, Oberdiebach (Lorch) - Region Trier: Bitburg, Bleialf, Daleiden, Haardtkopf, Idar-Oberstein, Kirn, Palzem, Schartenberg (Eifel), Niedersgegen, Saarburg, Traben-Trarbach, Trier (Markusberg) |

### Analoges Fernsehen (PAL)
Vor der Umstellung auf DVB-T am Fernmeldeturm Trier-Petrisberg liefen hier die folgenden analogen TV-Sender:
| Kanal | Frequenz (MHz) | Programm        | ERP (kW) | Antennendiagramm rund (ND)/ gerichtet (D) | Polarisation horizontal (H)/ vertikal (V) |
| ----- | -------------- | --------------- | -------- | ----------------------------------------- | ----------------------------------------- |
| 5     | 175,25         | Das Erste (SWR) | 0,6      | D                                         | H                                         |